# グリースフェリー湖
グリースフェリー湖（Greers Ferry Lake)は、アメリカ合衆国アーカンソー州クリバーン郡にあるダム湖。周囲の水害を防止するために建設され、1962年に完成した。現在は水力発電も行われている。グリースフェリーダムについてもこのページで解説する。

## 歴史
20世紀前半、リトルレッド川流域の住民たちは毎年のように続く洪水に悩まされていた。またリトルレッド川の水量が増した際は、下流で合流するホワイト川流域での水害にも直結することもあった。
1938年、連邦政府は1938年水防法を制定し、アメリカ陸軍の工兵隊およびその他の政府組織によって現在の場所にダムが建設されることとなった。

1963年10月3日には当時のアメリカ合衆国大統領ジョン・F・ケネディが来訪し、前年に完成していたダムを視察に訪れ、式典が執り行われた。奇しくも、これが11月22日に暗殺される前に行った最後の外遊であった。

記念式典の様子
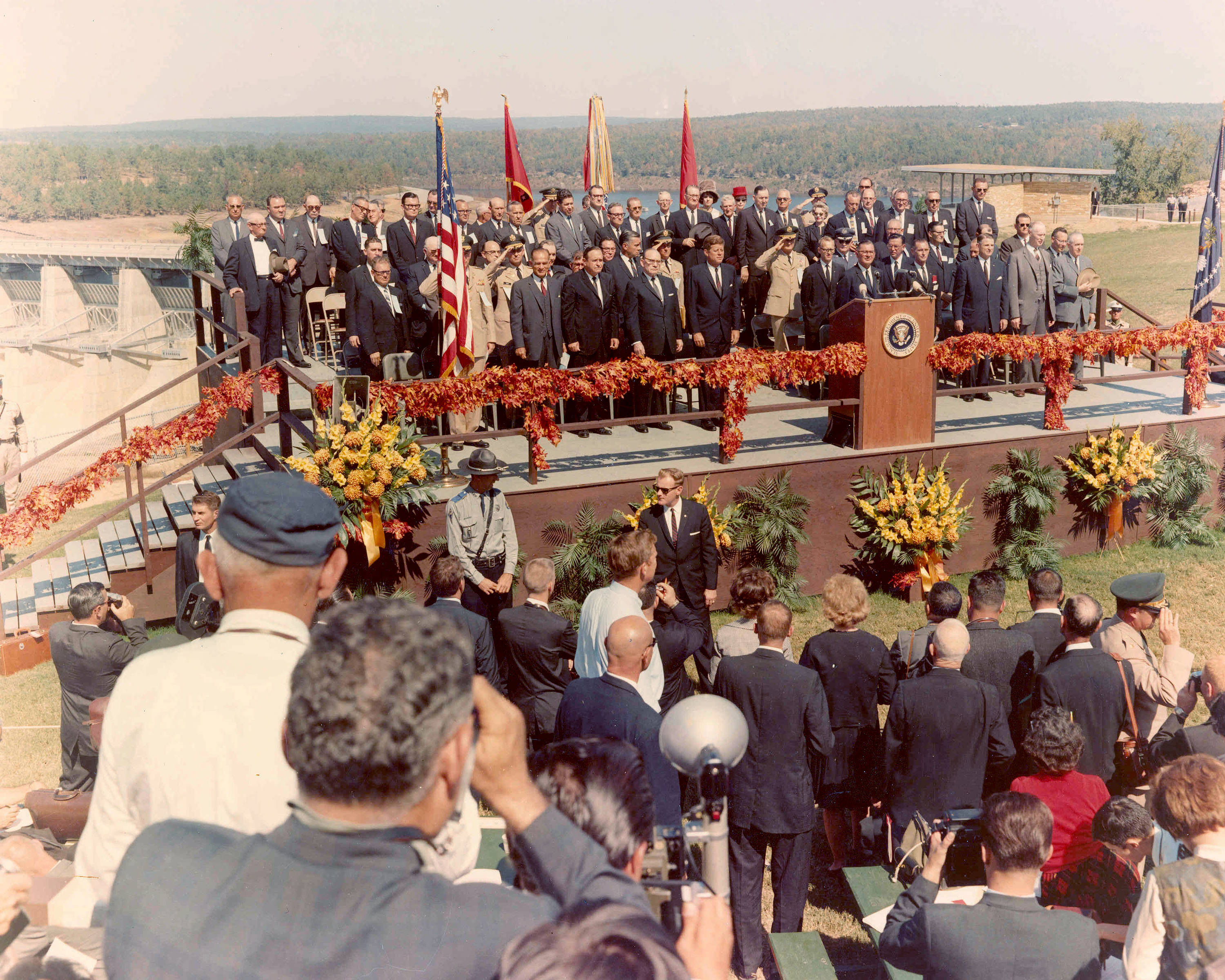
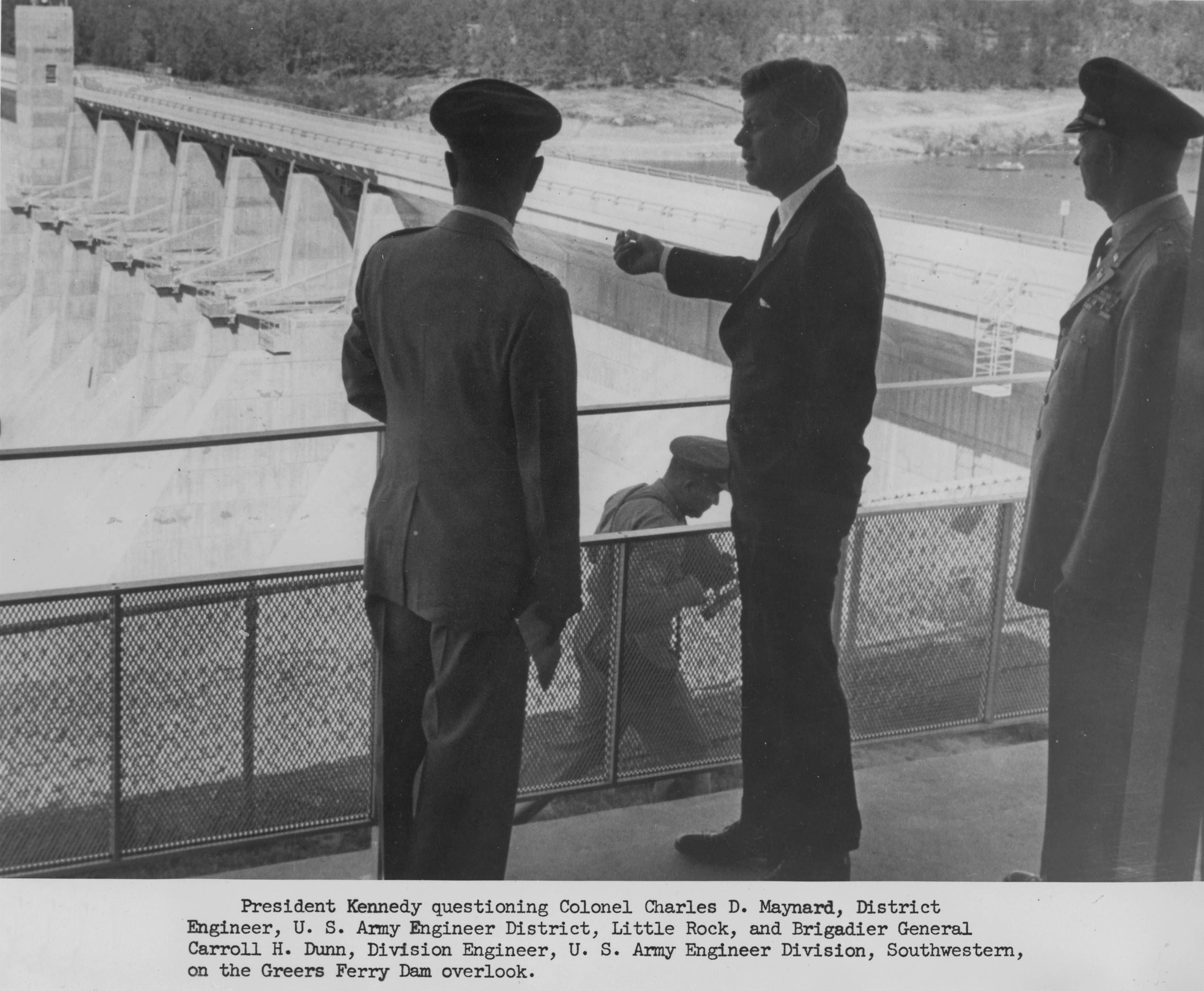
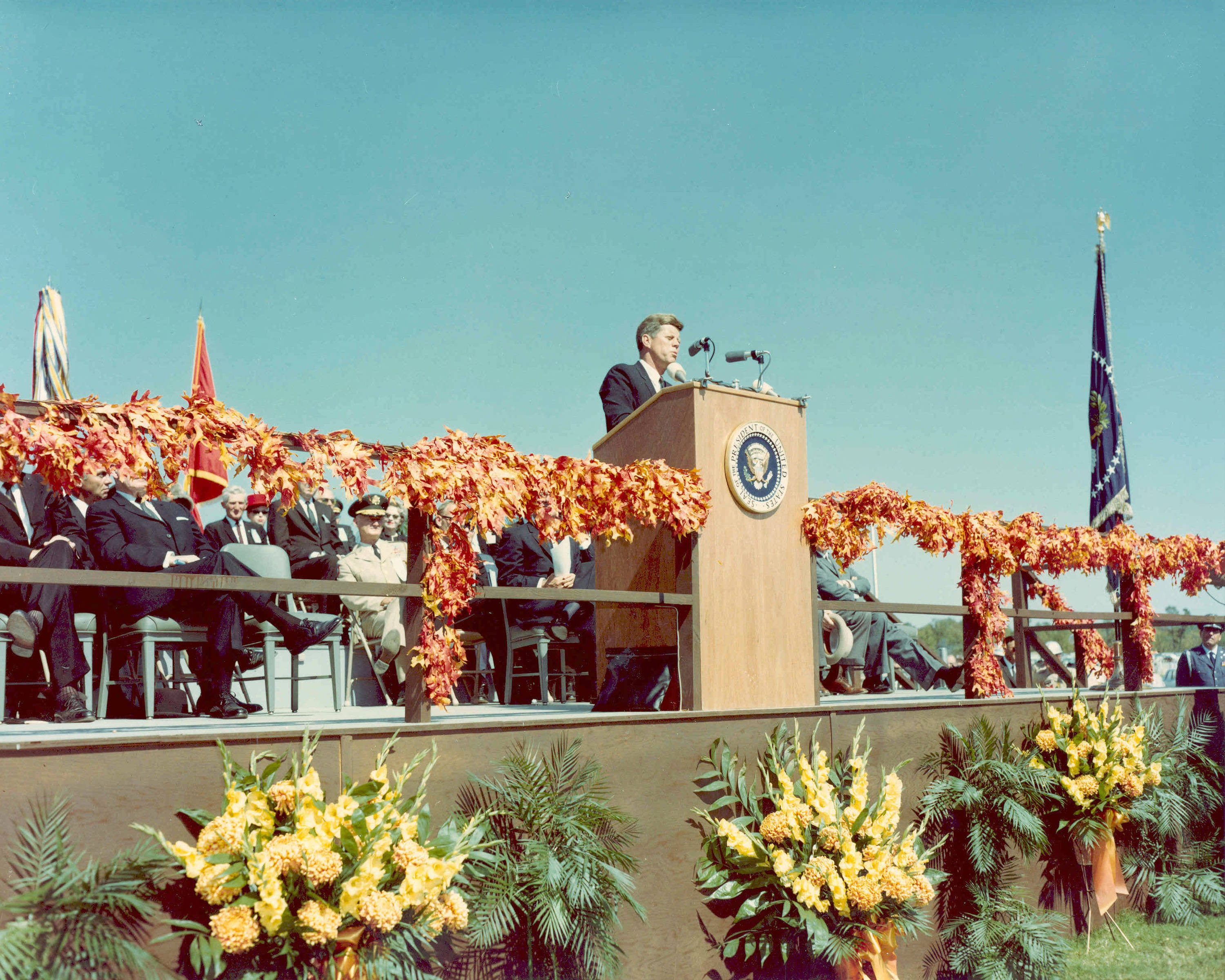

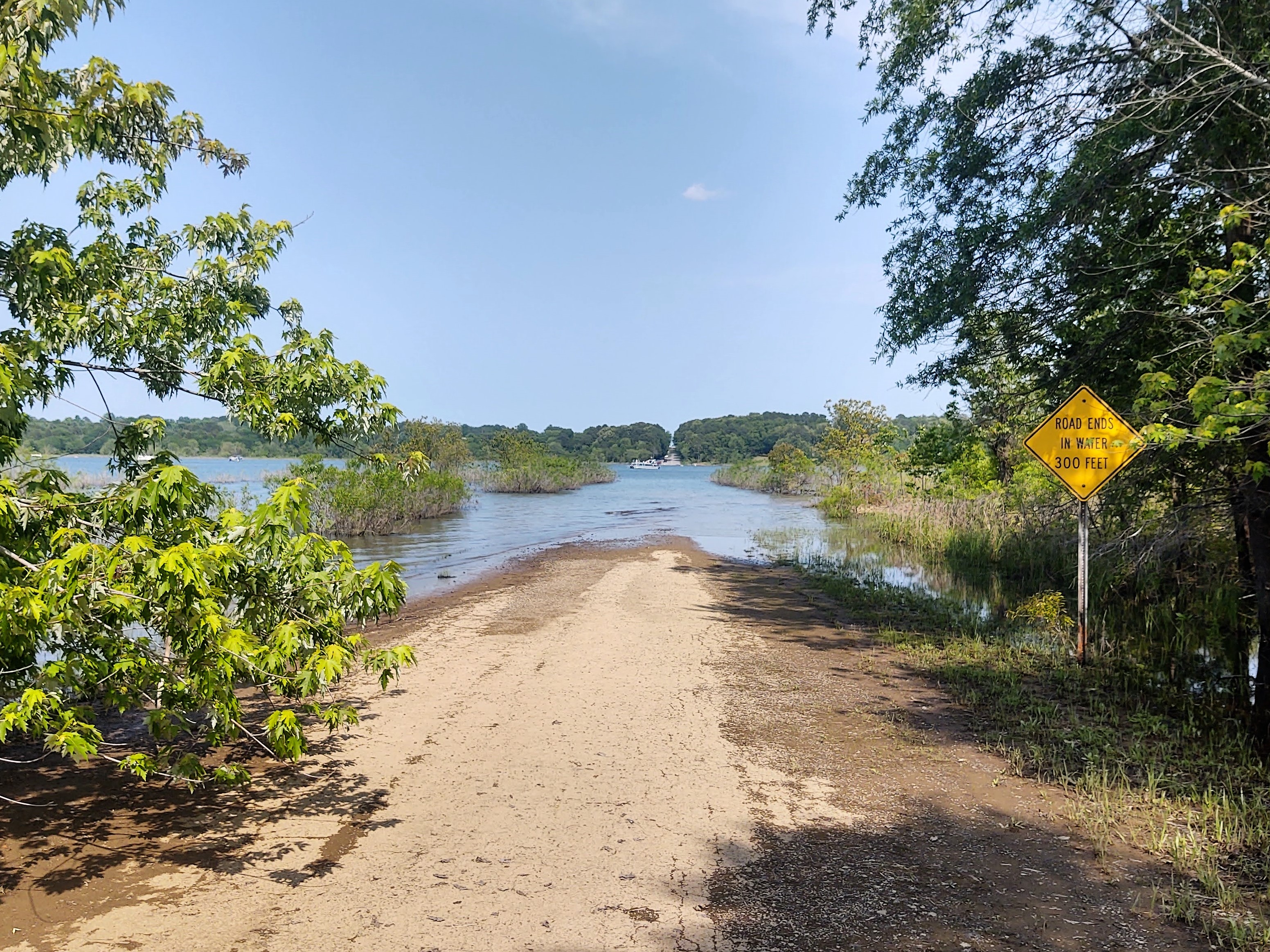
湖底へ伸びるアーカンソー州道16号線の旧道

ダムの建設によりシオウ(Shioh)とミラー(Miller)の町が湖底に水没しており、現在も若干の遺構が残っているとされている。また、地上においても湖の両側から湖底に伸びているアーカンソー州道16号をはじめとする小規模な遺構がいくつか見られる。

## 観光

### 湖
グリースフェリー湖周辺には遊泳場、船着き場、キャンプ場などの施設が多々あり、多数の観光客が訪れる。また、グリースフェリー湖の観光業の経済効果は通算で約1億3,000万ドルであるとされている。
また、ヒーバースプリングスの湖畔の一角には人口の砂浜が整備されており、海のないアーカンソー州にしては珍しく夏季には海水浴場さながらの光景が見られる。

### マス釣り
ダムの下流には、合衆国魚類野生生物局により運営されているグリースフェリー国立養殖場(Greers Ferry National Fish Hatchery)があり、主にニジマスとカワマスの養殖と研究が行われている。十分に成長したマスは、ダム下流のリトル・レッド川に放流される。ダムより放出される冷たい淡水はマスの生息に適しており、グリースフェリーダム下流のリトル・レッド川はマス釣りの名所とされている。